# Conistra fusca
Conistra fusca là một loài bướm đêm trong họ Noctuidae.